# Martisor
Mărțișor je tradicionalni običaj u krajevima gdje žive Rumunji, u Rumunjskoj i Moldaviji. Obilježava se 1. ožujka. Simbolizira dolazak proljeća. Na taj dan prodaje se predmet s crveno-bijelim isprepletenim užetom. Ovaj talisman može biti crno-bijele ili plave i bijele kombinacije. Vjeruje se da onaj tko ga nosi da će biti zdrav i snažan cijele nadolazeće godine.
Ime mărțișor je umanjenica od riječi marț, staro narodno ime za ožujak. U suvremenom rumunjskom se kaže Martie. Stoga, mărțișor znači "mali ožujak", koji je pučko ime za ovaj mjesec.
Sličan običaj postoji u Bugarskoj (Martenica), Albaniji, sjevernoj Grčkoj (Màrtis), istočnoj Srbiji, Italiji, jugoistočnoj Ukrajini (Bukovina i Budžak), Moravskoj Vlaškoj u Češkoj. Etnolozi smatraju ovo običajem tračkih korijena.
Kulturni običaji povezani s 1. ožujka obuhvaćaju tradicije koje se prenose od davnih vremena kako bi proslavile početak proljeća u Bugarskoj, Makedoniji, Rumunjskoj i Moldaviji. Da li su, i kako su ovi običaji u vezi je i dalje predmet rasprave među etnolozima. No, oni su svi upisani na popis nematerijalne svjetske baštine 2017. godine kao „Kulturni običaji povezani s 1. ožujkom”.